# Gare de Hambourg-Elbbrücken
La gare de Hambourg-Elbbrücken (en allemand : Bahnhof Hamburg Elbbrücken) est à la fois une station de la ligne U4 du métro de Hambourg et une gare des lignes S3 et S31 de la S-Bahn de Hambourg.

## Situation sur le réseau

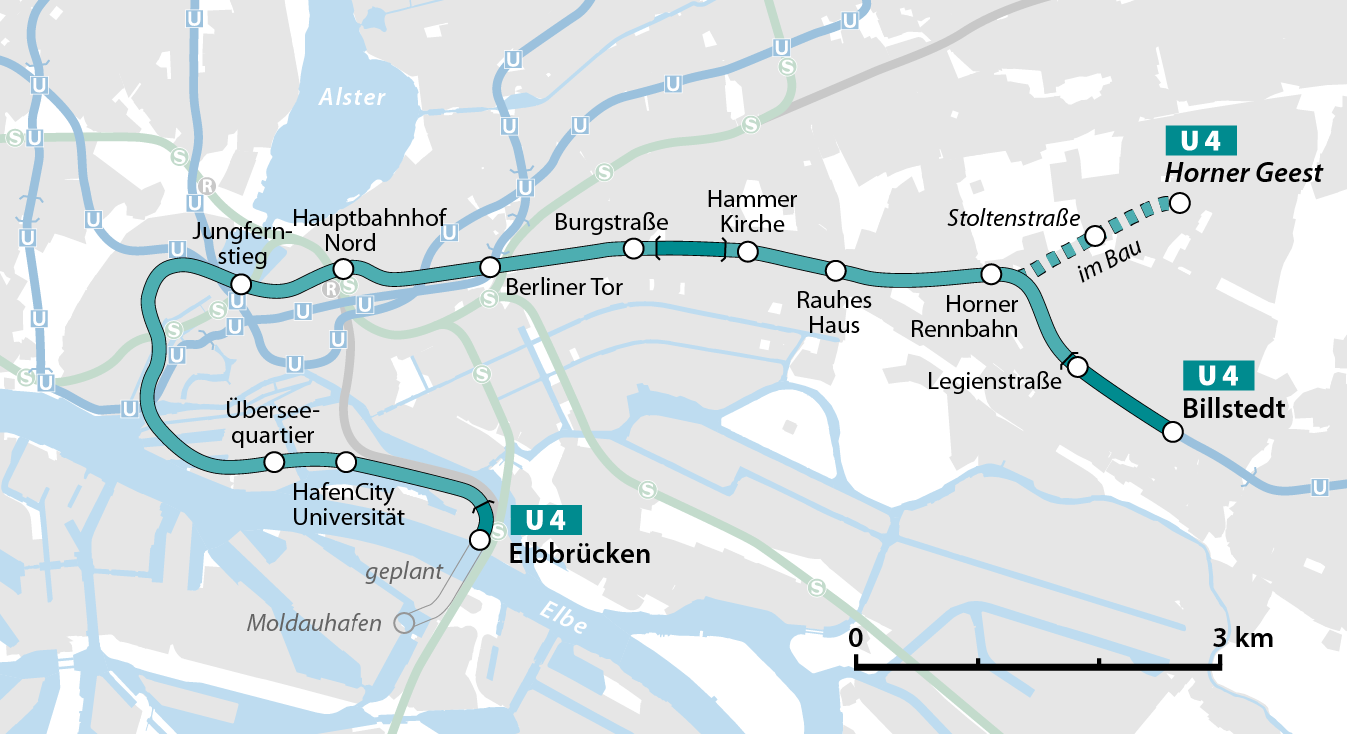
Plan de la Ligne U4 du métro de Hambourg.

Elle est le terminus de la ligne U4 du métro de Hambourg à l'ouest.

## Histoire
Un plan de la ville de Pharus de 1905 montre un arrêt "en construction" à peu près à la même position que l'arrêt actuel de la S-Bahn. Cette planification était l'une des mesures de suivi lors de la conversion des installations ferroviaires pour l'ouverture de la gare centrale de Hambourg en décembre 1906 sur la route de la gare centrale de Hambourg à Hambourg-Harbourg par la soi-disant "Pfeilerbahn". Après l'arrêt d'Oberhafen le 1er mai 1908, l'arrêt d'Elbbrücke est ouvert le 1er juillet 1908. En 1944, l'exploitation de ces arrêts est interrompue, mais les plates-formes sont toujours là des décennies plus tard.
Une station de métro et une gare surélevée à Elbbrücken étaient prévues pour l'Alsterhalbring dans les années 1920 et 1950. À cet effet, le deuxième niveau du Freihafenelbbrücke devait accueillir les voies de la route vers la zone franche.

## Station de métro
La station de métro Elbbrücken à la jonction est une station aérienne exploitée par la Hamburger Hochbahn AG (HHA). L'ouverture a lieu le 6 décembre 2018. Un ancien titre provisoire était Chicago Square. En 2019, la station de métro accueillit 2 567 personnes montant et descendant du lundi au vendredi.
Le 15 janvier 2013, le Sénat de Hambourg décide de prolonger l'U4 d'environ un kilomètre et d'une station supplémentaire jusqu'aux ponts de l'Elbe. La construction de l'extension commence le 21 juin 2013. Pour la station, deux voies doivent être posées dans le quartier de la gare, un bunker démoli et un site du BSH (ancienne installation de stockage de navires, dite "Kika"), sur laquelle se dressaient plusieurs bâtiments, sont dégagés.
La conception de la station de métro est le résultat d'un appel d'offres remporté par le bureau d'architectes Gerkan, Marg und Partner. Des poutres en acier externes soutiennent la façade en verre tubulaire interne. La construction de la station proprement dite débute le 7 avril 2015. Après cinq ans et demi de construction, la station de métro Elbbrücken est officiellement inaugurée le 6 décembre 2018. Le maire de Hambourg, Peter Tschentscher, et Enak Ferlemann, secrétaire d'État au ministère fédéral des Transports, inaugurent la station.
La station de métro se situe directement sur la rive nord de la Norderelbe et sur le côté ouest du Freihafenelbbrücke. Il est décidé que la partie supérieure du Freihafenelbbrücke, qui était initialement destinée à une voie de métro, ne sera pas utilisée en cas d'un éventuel prolongement de l'U4 jusqu'à Veddel. Les deux plates-formes se trouvent sur un pont au-dessus de la Zweibrückenstraße déplacée.

### Services aux voyageurs

#### Accès et accueil
Les plates-formes latérales mesurent 130 mètres de long, de sorte que l'extrémité nord de la plate-forme est toujours en courbe. En cas d'extension, la plate-forme serait agrandie de 13 m vers le sud. Les quais sont reliés par une passerelle piétonne, une "skywalk". Avec l'achèvement de la station de la S-Bahn parallèle, ce pont est prolongé à travers la rue Freihafenbrücke et les voies ferrées longue distance vers le S-Bahn et offre ainsi une option de transfert protégée contre les intempéries.
Devant la gare et donc dans la zone de déclivité hors du tunnel, une connexion à double aiguillage est mise en place entre les voies, car cela n'est pas possible en raison de la Norderelbe derrière elle.

## Station de S-Bahn
La station de S-Bahn Elbbrücken est un arrêt sur la Harburger S-Bahn, qui fait partie du S-Bahn de Hambourg. Le point d'arrêt se connecte directement au nord du pont ferroviaire de l'Elbe sur la Norderelbe et se termine quelques mètres avant le pont sur le Billhafen. La construction commence en août 2017. À l'origine, la station devait être ouverte avec la station U-Bahn lorsque le calendrier change en décembre 2018, mais après des problèmes inattendus avec le sous-sol et les changements de statique qui en ont résulté, l'ouverture de la station de S-Bahn doit être reportée. Le 14 décembre 2019, la plate-forme S-Bahn est inaugurée symboliquement par Tschentscher, Ferlemann et Ronald Pofalla, membre du conseil d'administration de DB Infrastructure. La plate-forme S-Bahn ouvre officiellement pour le changement d'horaire 2019/2020 le 15 décembre 2019. L'ouverture a lieu un an plus tard que prévu.

### Services aux voyageurs

#### Accès et accueil
Le point d'arrêt a deux plates-formes extérieures, chacune de 210 m de long et 6 m de large. Dans cette zone, la ligne S-Bahn suit une courbe à forte pente entre deux ponts. En conséquence, les plates-formes ont une pente longitudinale allant jusqu'à 25 pour mille. Des panneaux d'avertissement avertissent les passagers de la gare de cette situation. De plus, il y a des plates-formes horizontales de 5 m de long dans certaines zones des plates-formes, qui sont séparées du reste de la plate-forme par des garde-corps.

#### Réparations
En février 2020, la station n'a pu être desservie pendant plusieurs jours. Par un trou ouvert lors de travaux de construction dans un remblai voisin, qui n'avait pas été fermé avant une onde de tempête, de grandes quantités d'eau de l'Elbe se sont déversées dans la zone des systèmes d'accès de la gare et les ont inondées dans la zone de la Zweibrückenstrasse.
Le 8 août 2022, un camion brûle sous le pont routier au sud de la station S-Bahn, causant de graves dommages au pont et à la plate-forme au-dessus. La station S-Bahn doit être complètement fermée pendant six semaines. La fermeture de la ligne est levée après les premières rénovations du 19 septembre et la gare est à nouveau utilisée comme arrêt pour les trajets hors de la ville. Jusqu'à l'achèvement des travaux de construction, les trains traverseront la ville vers le nord, mais sans s'arrêter. Les travaux de rénovation ne devraient pas être achevés avant le premier trimestre 2023.